# ポール・ピルグリム
ポール・ピルグリム (Paul Henry Pilgrim、1883年10月26日 - 1958年1月8日)は、アメリカ合衆国ニューヨーク出身の陸上競技選手。1904年セントルイスオリンピックの金メダリストである。

## 経歴
ピルグリムは1904年セントルイスオリンピックの400mと800mに出場したが、よい成績を残すことができなかった、しかし、ニューヨークアスレチッククラブのメンバーとして4マイル団体競争でシカゴチームと対戦。10人が走ったレースでピルグリムは6位であったが、ニューヨークの金メダル獲得に貢献した。
1906年には、オリンピック中間年に行われたアテネオリンピックにも出場。ピルグリムは直前になって代表に選ばれたため、単独でアテネに向かうこととなった。ところがピルグリムとは別に出発したアメリカ代表を乗せた船はジブラルタルで大波を受け、選手の約半分が負傷してしまう事故が発生した。負傷した選手の中にはピルグリムのライバルでもあった400mのハリー・ヒルマンもいた。
400mでピルグリムは決勝に進出。決勝では、最後の直線に入る前まで3位に位置していたが、直線に入り、イギリスのウィンダム・ハルスウェルそしてオーストラリアのナイジェル・バーカーを追い抜き、53.2秒で優勝。さらに、800mでもピルグリムは、ラスト1周で、アメリカのジム・ライトボディを抜き2つ目の金メダルを獲得した。
ピルグリムは、1908年ロンドンオリンピックにも出場し400mに出場しているが、準決勝にも進むことなく敗れている。結局ピルグリムは1906年のアテネオリンピック以後、メジャーな大会で勝利することはなかった。